# Beth Gibbons

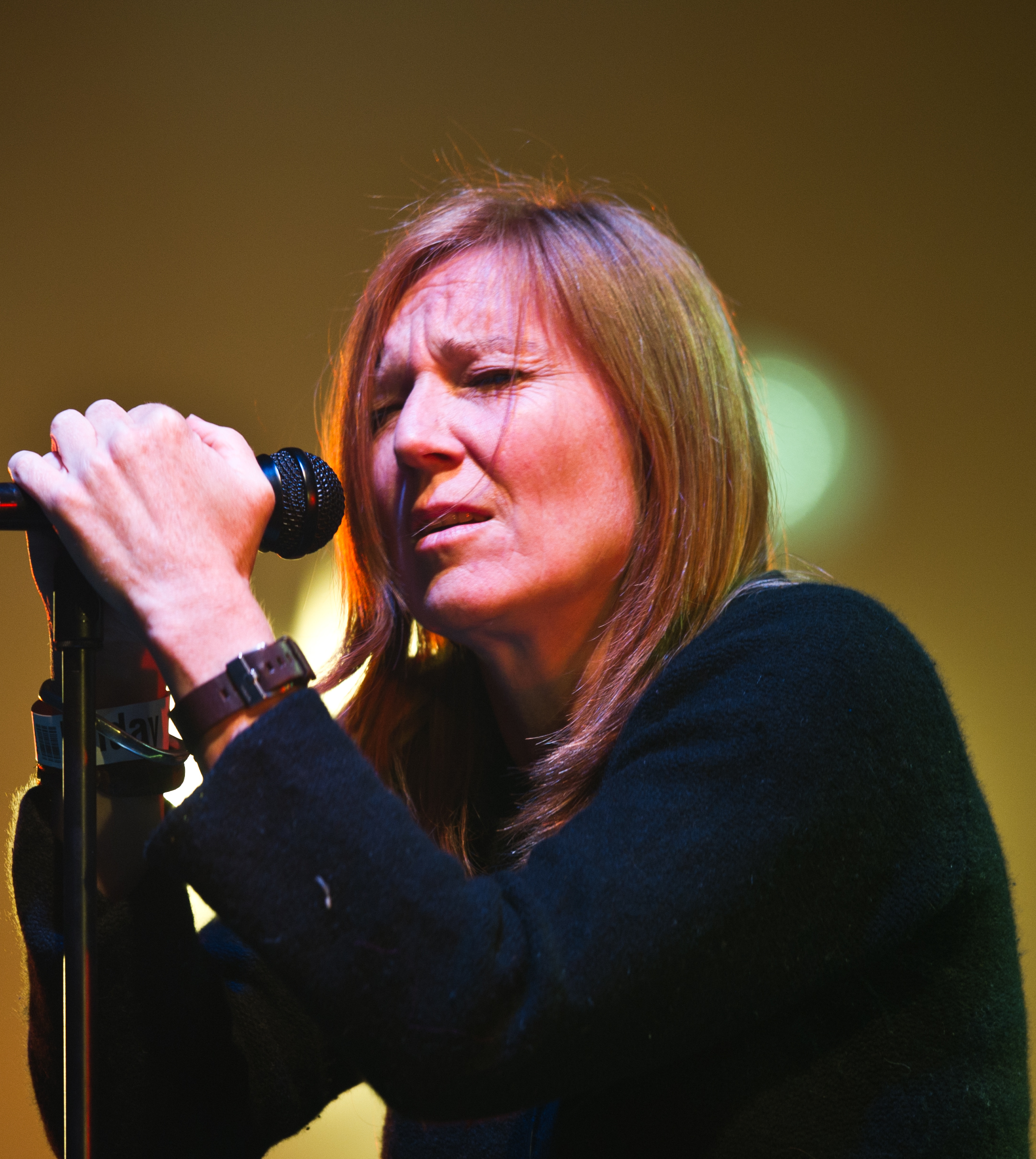
Beth Gibbons

Beth Gibbons (Exeter (Devon), 4 januari 1965) is een Engelse zangeres, overwegend bekend van de triphopband Portishead.

## Biografie
Samen met haar moeder en haar beide zusters groeit ze op op een boerderij. Hoewel zij van het boerenleven houdt, vertrekt ze op 22-jarige leeftijd naar Bristol om daar als zangeres aan de slag te gaan. Daar ontmoet zij in 1991 Geoff Barrow en de jazzgitarist Adrian Utley. Samen nemen zij in eigen beheer in een studio het nummer Sour Times op. Nog datzelfde jaar kregen ze een platencontract aangeboden en was Portishead een feit. Met Portishead nam ze in de jaren negentig de albums Dummy (1994) en Portishead (1997) op. Vanaf 1999 neemt de groep een pauze. Beth neemt die tijd om het album Out of Season op te nemen met Paul Webb, beter bekend als Rustin' Man. 
In 2005 komt Portishead weer bijeen en dat leidt tot de uitgave van Third (2008). De jaren daarna treedt ze vooral op met Portishead. In 2014 werkt ze samen met het Nationaal Symfonieorkets van Polen. Daar zingt ze in het Pools Symphony No. 3 van Henryk Górecki. De performance wordt in 2019 op album uitgebracht als Henryk Górecki: Symphony No. 3 (Symphony of Sorrowful Songs).  
In 2022 schreef ze een feature voor het lied Mother I Sober op het album van Kendrick Lamar. In 2024 verschijnt Lives Outgrown, een nieuw soloalbum van Gibbons. 

## Discografie

### Met Portishead
- 1994: Dummy
- 1997: Portishead
- 1998: Roseland NYC live
- 2008: Third

### Solo
- 2002: Beth Gibbons and Rustin' Man - Out of Season
- 2019: Henryk Górecki: Symphony No. 3 (Symphony of Sorrowful Songs)
- 2024: Lives Outgrown

- Bibsys: 10071590
- Bibliothèque nationale de France: cb144488669 (data)
- Gemeinsame Normdatei: 1031838112
- International Standard Name Identifier: 0000 0000 6658 3350
- Library of Congress Control Number: n2007054082
- MusicBrainz: 5adcb9d9-5ea2-428d-af46-ef626966e106
- Nationale Bibliotheek van Israël: 987007261762305171
- Système universitaire de documentation: 077442687
- Virtual International Authority File: 56831290
- WorldCat: E39PBJdx8Rxp77wfprfGyXhCQq